# Morbitzer Dezső
Morbitzer Dezső (Budapest, 1879. június 30. – Budapest, 1950. augusztus 22.) építész, fővárosi kertészeti igazgató.

## Élete
Morbitzer Mátyás vízvezetéki főfelügyelő és Taronne Ilona fiaként született. 1879. július 13-án keresztelték a józsefvárosi plébániatemplomban. Tanulmányait 1896–1899 között végezte a Kertészeti Tanintézetben. 1899-ben a Székesfővárosi Kertészet szolgálatába lépett. Eleinte a volt Tisza Kálmán tér (ma: Köztársaság tér) kertészeti rendezését, majd 1908-ig a központi irodát vezette, 1909-től a Fővárosi Kertészet budai részét irányította.
1906. június 30-án Budapesten, a Józsefvárosban feleségül vette felpéci Ihász Irén Teréz Szidónia tanítónőt, Ihász Aladár és Molnár Irén lányát.
Európai viszonylatban is kiemelkedően végezte el a Gellérthegy és a Városmajor parkosítási munkáit, valamint a Széchenyi-hegyi kilátó környékének kertészeti rendezését.
1917-ben kertészeti felügyelő, 1927-ben főfelügyelő, 1930 – 1940 között a Fővárosi Kertészet igazgatója volt. Ekkor alakította ki a lebontott Tabán helyén a hatalmas és korszerű zöld területet.
Az Okleveles Kertészek Országos Egyesületének elnöke volt. Halálát dülmirigyrák okozta.
Testvére Morbitzer Nándor Mátyás (1874–1950) építész, kiskunfélegyházi városháza tervezője.

## Főbb munkái
- Városépítészet és kertészet (Városi Szemle, Budapest, 1937)
- Budapest székesfőváros kertészete növényeinek betűrendes névjegyzéke (Szilágyi Józseffel, Budapest, 1938)